# Rhynchospora polyantha
Rhynchospora polyantha är en halvgräsart som beskrevs av Ernst Gottlieb von Steudel. Rhynchospora polyantha ingår i släktet småag, och familjen halvgräs. Inga underarter finns listade i Catalogue of Life.